# Higienópolis–Mackenzie (métro de São Paulo)
Higienópolis–Mackenzie (en portugais : Estação Higienópolis–Mackenzie) est une station de la ligne 4 - Jaune du métro de São Paulo. Elle est accessible par les rues da Consolação et Piauí, dans le quartier Consolação, à São Paulo au Brésil.
La station est mise en service en 2018 par le métro de São Paulo. Elle est exploitée par le concessionnaire ViaQuatro.

## Situation sur le réseau

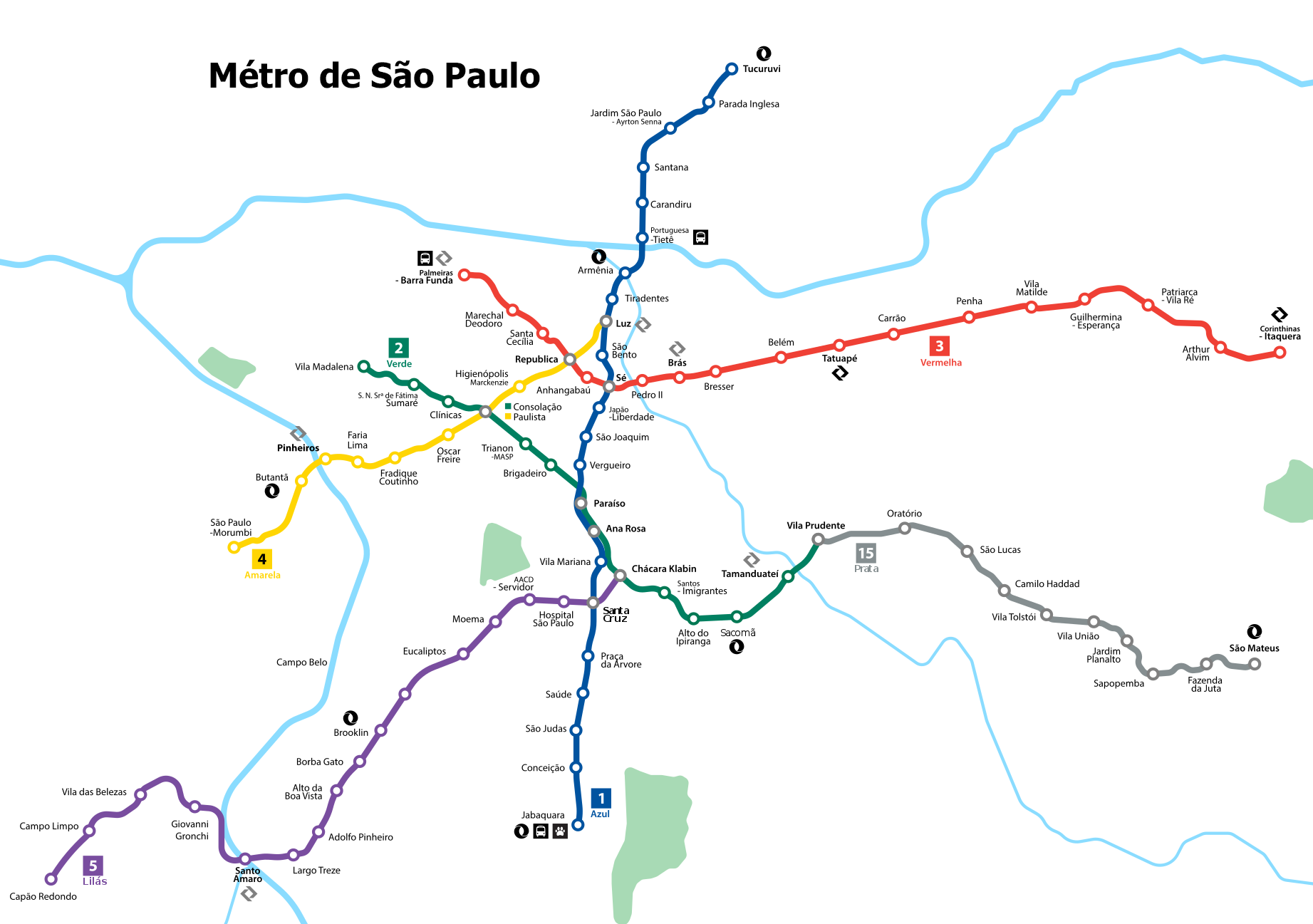
Plan du Métro de São Paulo 2020.

Établie en souterrain, la station Higienópolis–Mackenzie est située sur la ligne 4 du métro de São Paulo (Jaune), entre les stations República, en direction du terminus Luz, et Paulista, en direction du terminus Vila Sônia.

## Histoire
Les travaux prévus pour la deuxième phase de la ligne 4, incluant la station Higienópolis–Mackenzie sont signés en 2011, pour une livraison en 2014, avec le consortium d'entreprises Corsán-Corviam. L'ouverture des chantiers a lieu en 2012. En 2015 le Métro de São Paulo entre en conflit avec le consortium et « résilie unilatéralement l'accord de 2011 », le chantier de la station est à l'arrêt. Il reprend en 2016 pour une livraison en 2017 mais il accuse encore des retards et la station Higienópolis–Mackenzie est mise en service le 23 janvier 2018. Le gouvernement de l'État de São Paulo, qui a plusieurs fois du revenir sur ses promesses d'ouverture, pénalise le consortium avec une amende de 17 millions de réais,. La station débute avec un service d'essai restreint, de 10 h 0 à 15 h 0, jusqu'au 3 février ou elle s'ouvre aux horaires normaux de la ligne, de 4 h 40 à minuit.

Inauguration par Geraldo Alckmin
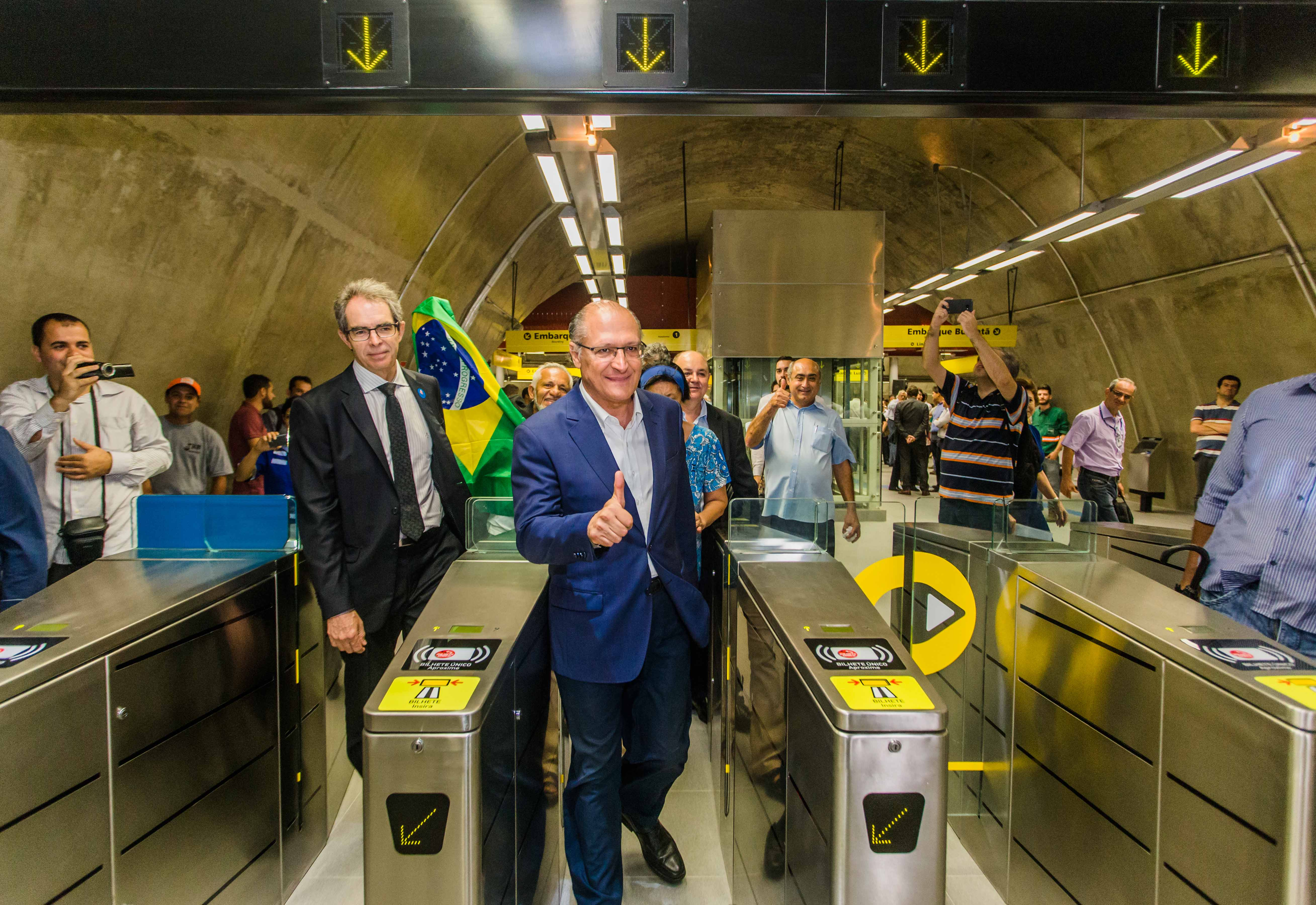
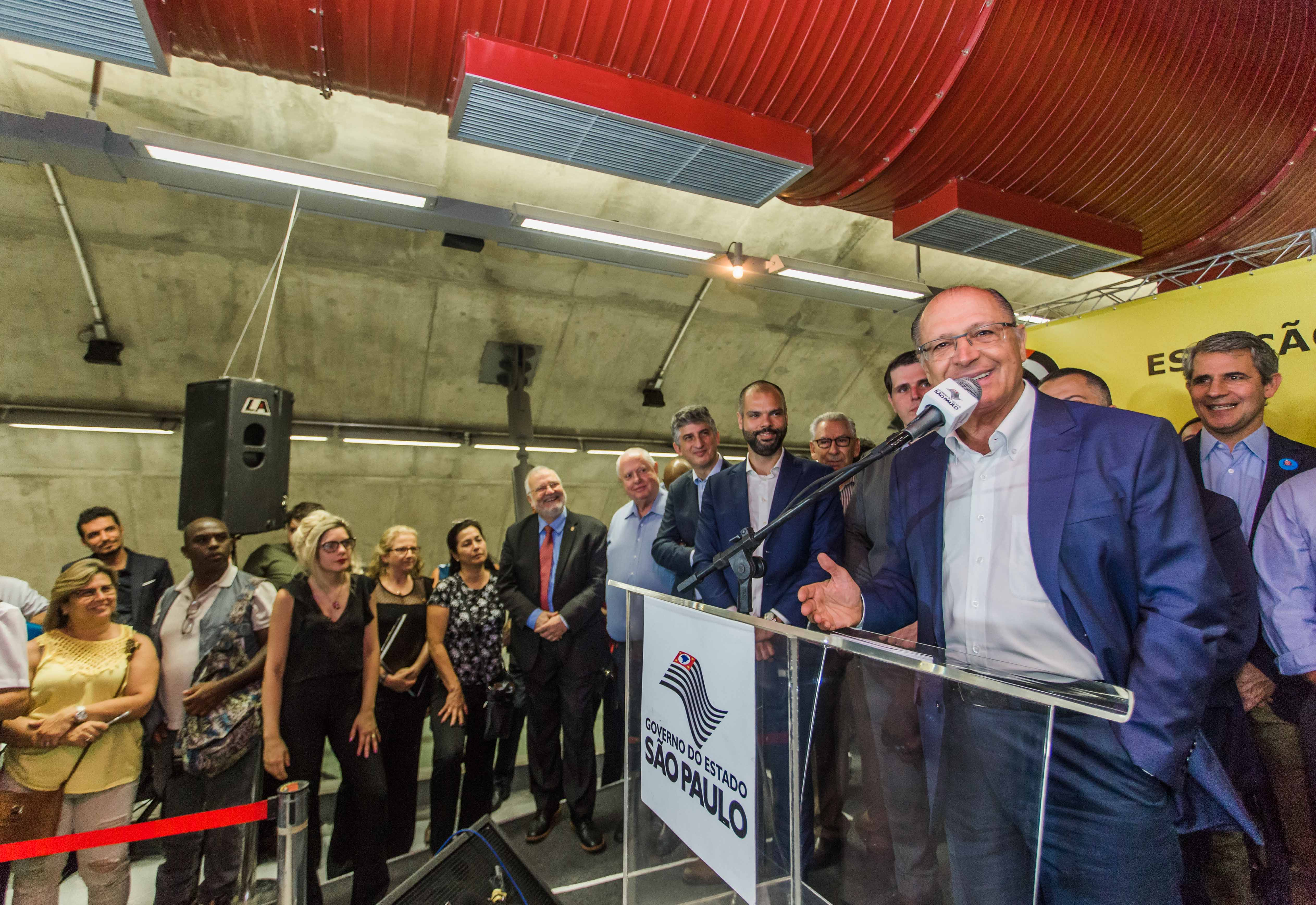
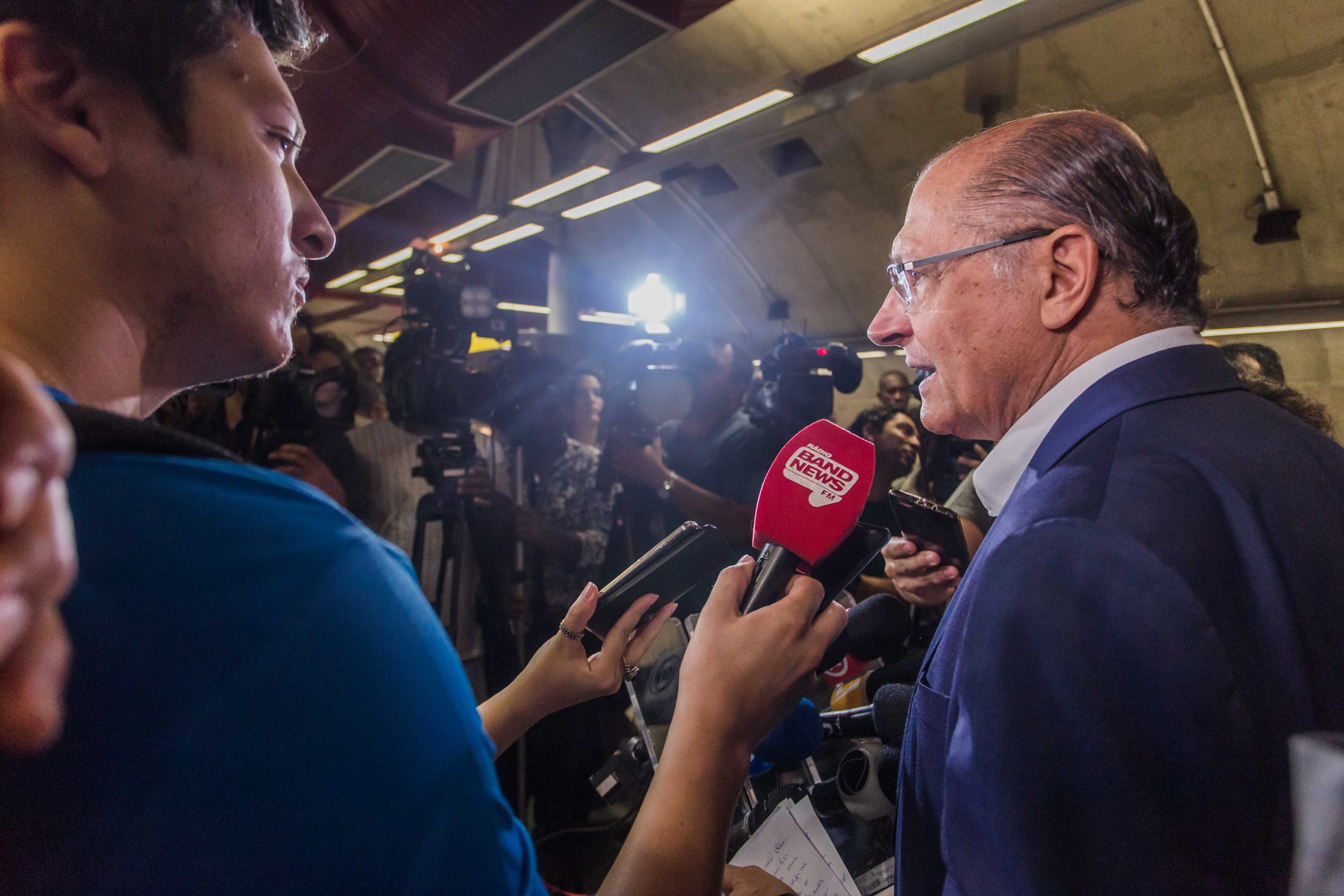

C'est une station souterraine, située à 25 mètres sous le niveau du sol, avec deux quais latéraux, sa structure en béton est apparente. Deux passerelles de distribution en structure métallique fixées avec des tirants sont situées à chaque extrémité des quais. La station est prévue pour absorber trente mille voyageurs par heure aux heures de pointe. Elle dispose de 26 escaliers mécaniques et 13 escaliers fixes.

## Services aux voyageurs

### Accès et accueil
La station dispose de deux accès, par la rue da Consolação, et par la rue Fradique Coutinho. Elle est accessible par les personnes à la mobilité réduite.

Installations
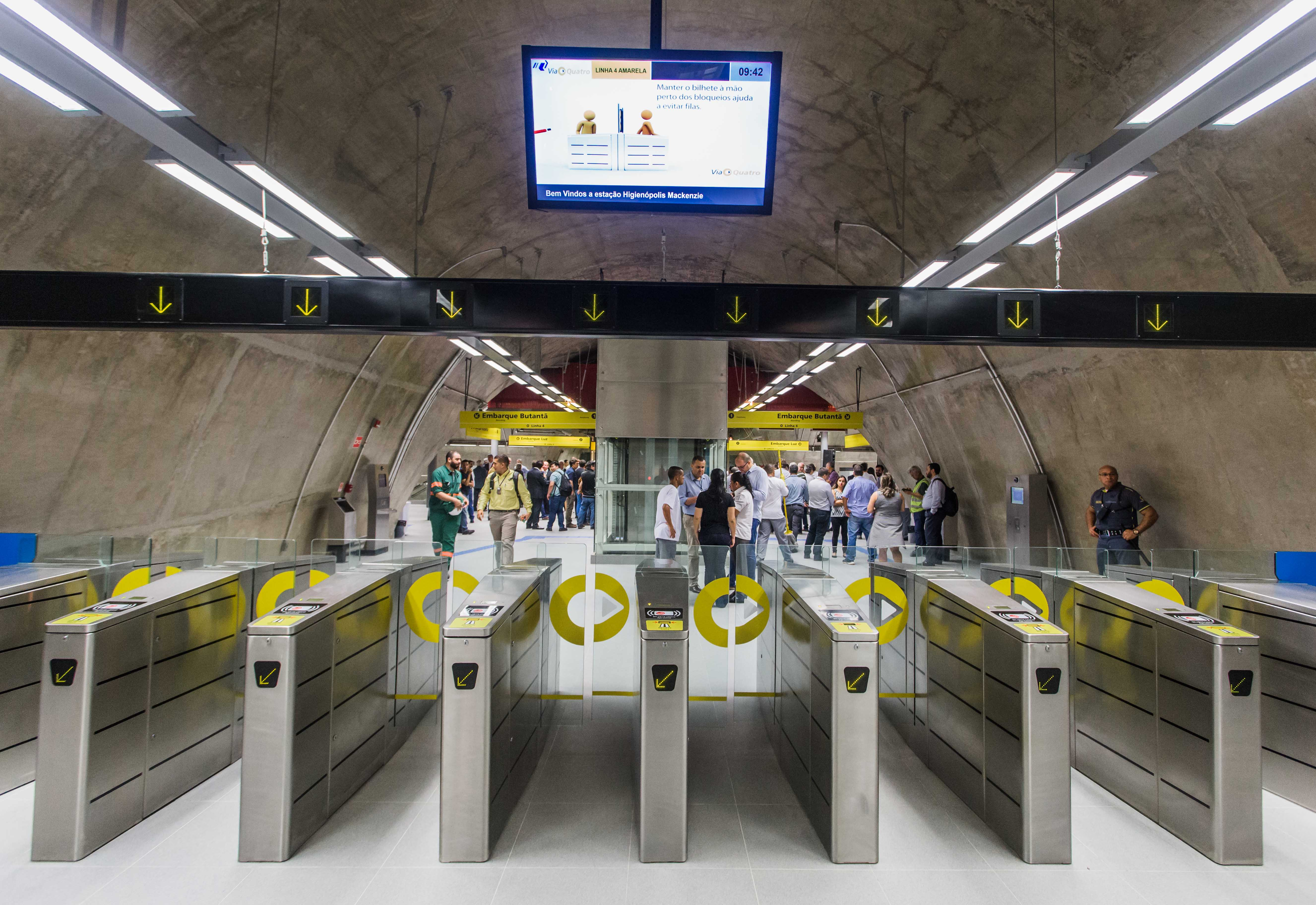
Tourniquets.
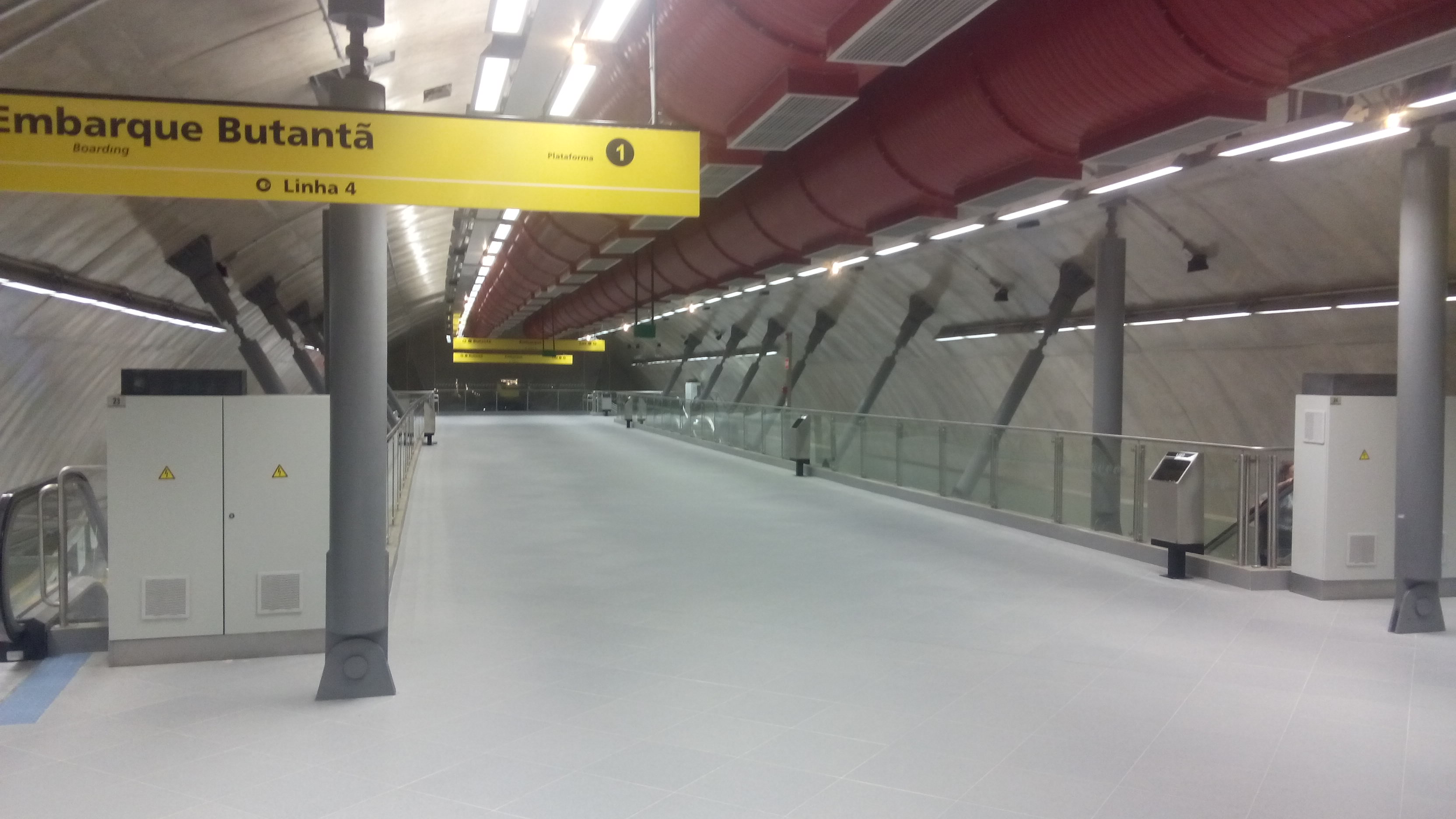
Passerelle.
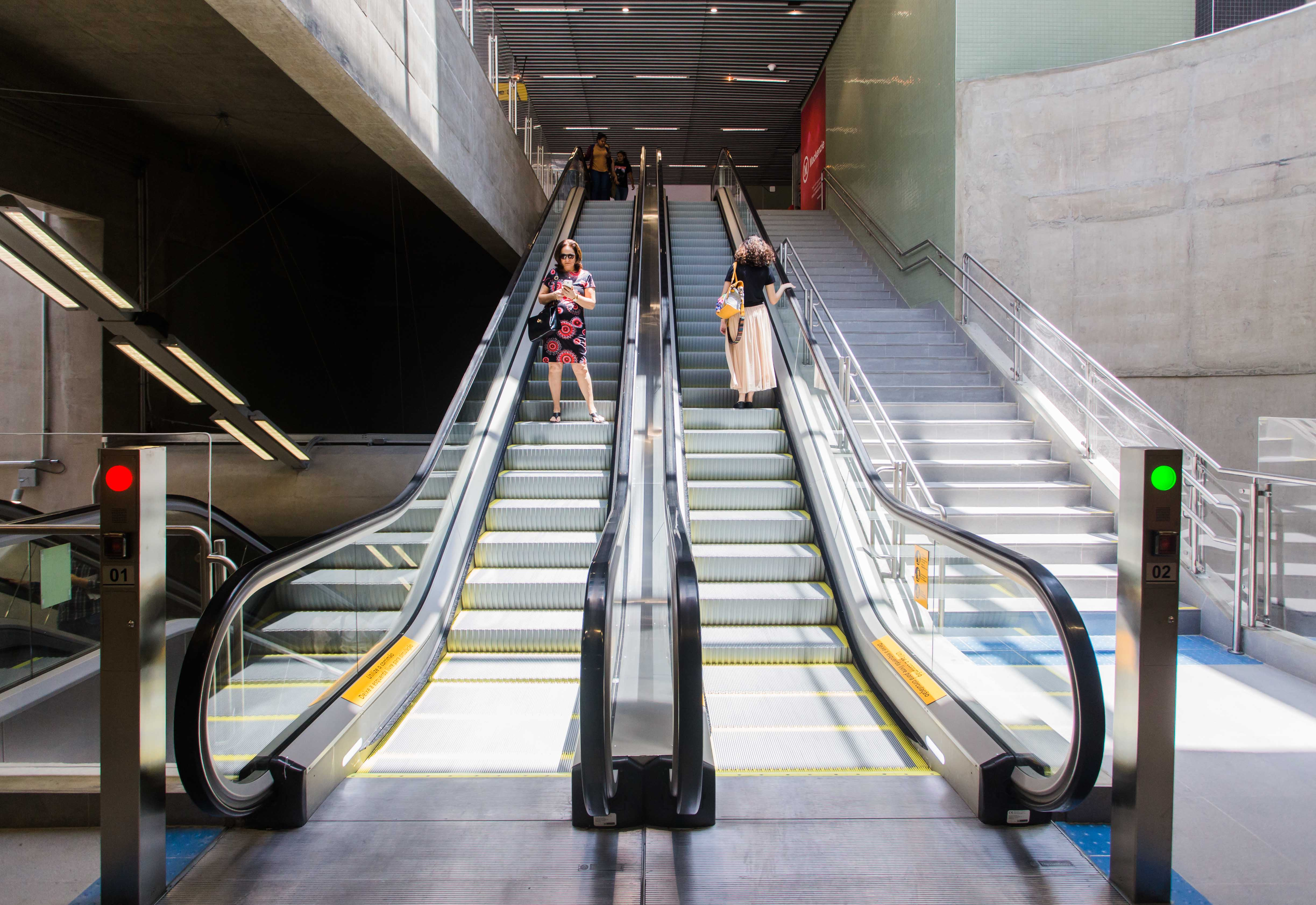
Escalier mécanique.

### Desserte
| Ligne                         | Terminus                  | Stations | Durée du voyage (min) | Intervalle entre les trains (min) | Opération                                                                  |
| ----------------------------- | ------------------------- | -------- | --------------------- | --------------------------------- | -------------------------------------------------------------------------- |
| Ligne 4 du métro de São Paulo | Luz ↔ São Paulo - Morumbi | 10       | 10                    | 2                                 | Tous les jours, de 4 h 40 à 0 h. Les samedis, de 4 h 40 à 1 h le dimanche. |

Quais et portes palières
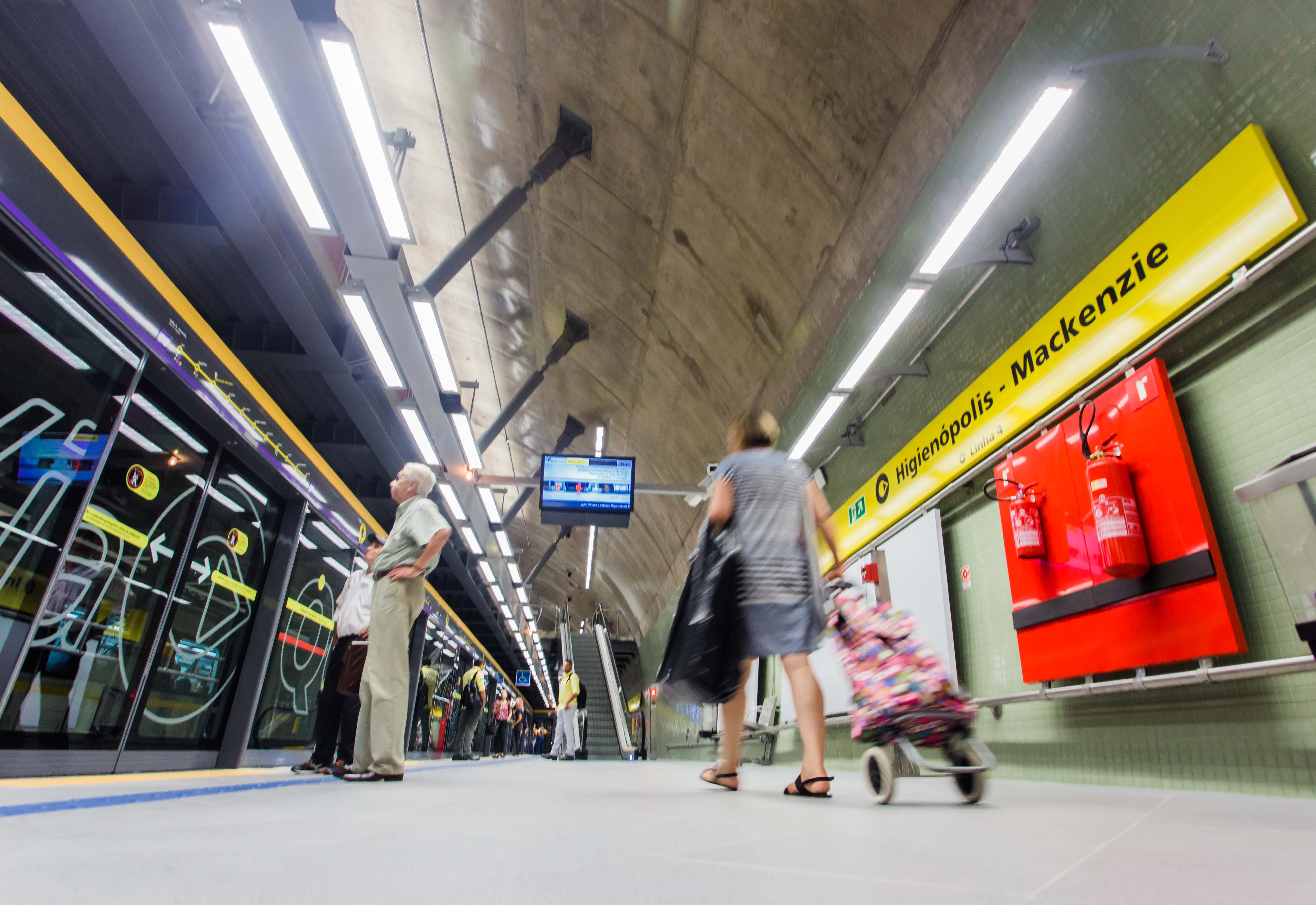
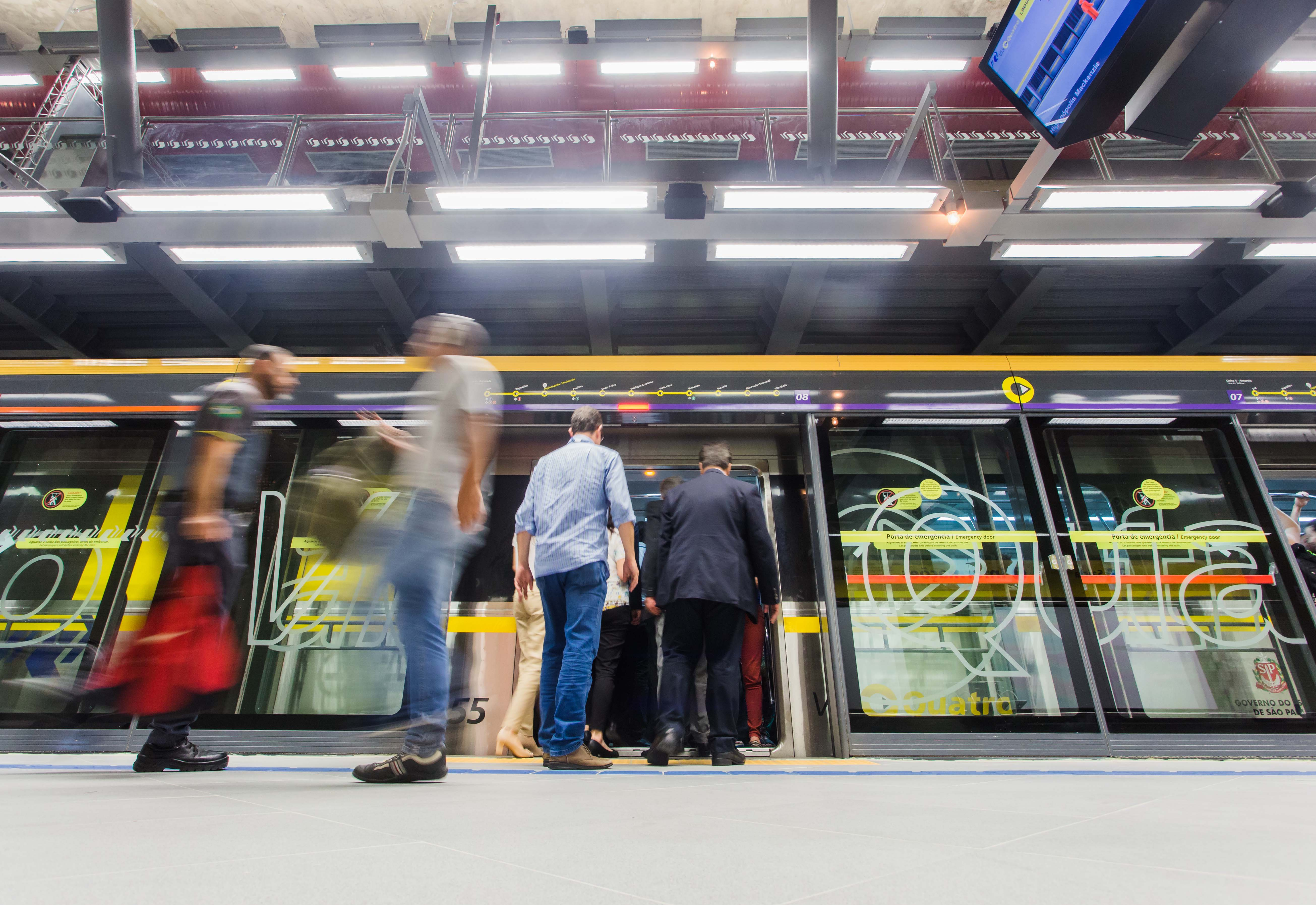
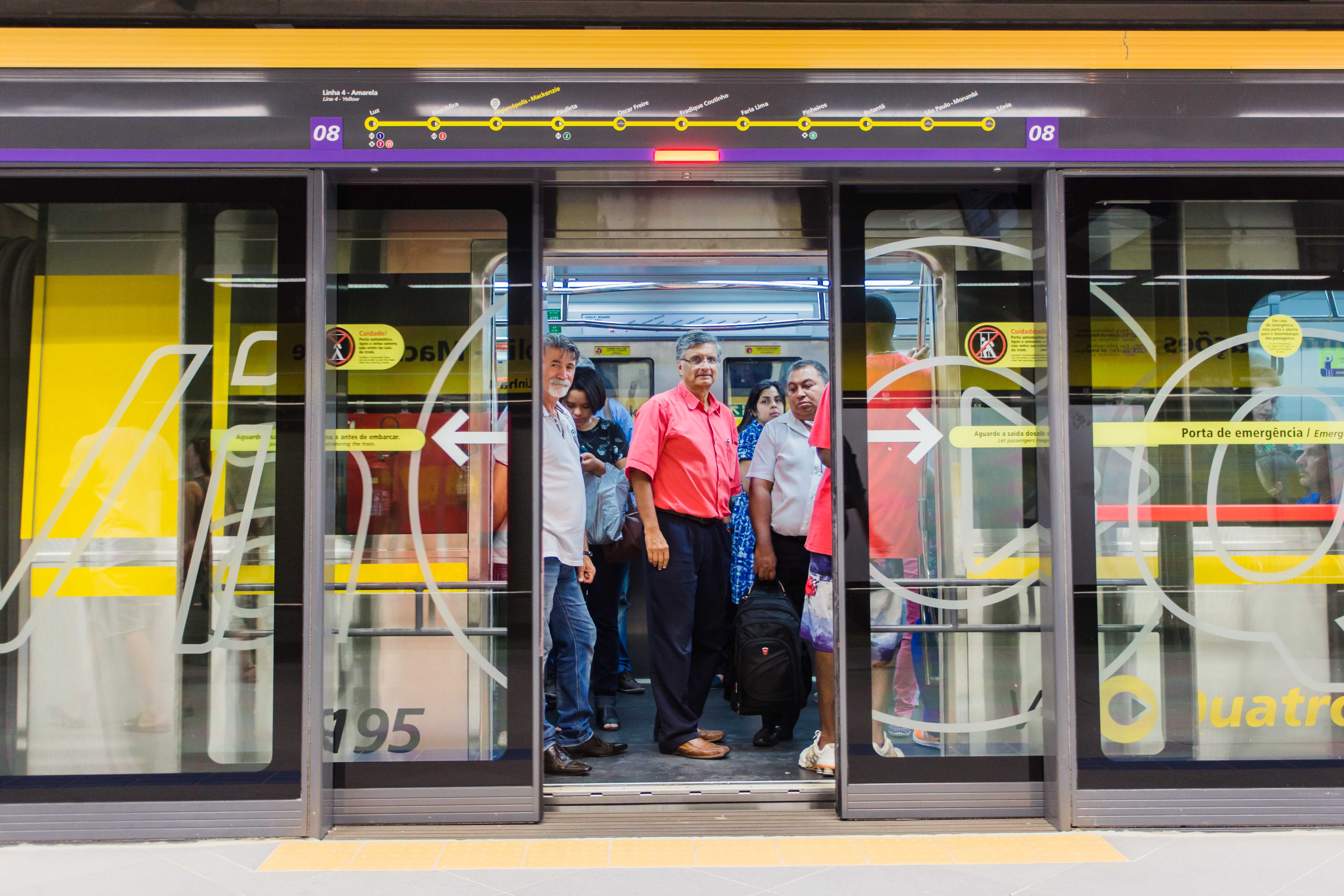

## À proximité
- Université presbytérienne Mackenzie (pt)
- Église Notre Dame de la Consolation (São Paulo) (pt)
- Cimetière de Consolação
- Place Roosevelt (pt)
- Parc Augusta

## Projets
Il est prévu que la station s'intègre à la future ligne 6 - Orange, sans date d'exploitation prévue. Le chantier de la station est ouvert en avril 2015. Le chantier est à l'arrêt depuis 2016,,.
La station de la ligne 6 est prévue pour être la plus profonde d'Amérique latine, avec 69 mètres de profondeur, correspondant à un bâtiment de quatorze étages,.